# Rosellinia quercina
Rosellinia quercina là một loài Ascomycetes trong họ Xylariaceae. Loài này được Harti miêu tả khoa học đầu tiên năm 1880.
Đây là loài gây hại phát triển phổ biến ở Uzbekistan.